# Opin dehidrogenaza
Opin dehidrogenaza (EC 1.5.1.28, -{(2S)-2-karboksietil)amino}pentanoat dehidrogenaza (+, formira L-aminopentanoat)) je enzim sa sistematskim imenom -{(2S)-2-karboksietil)amino}pentanoat:NAD+ oksidoreduktaza (formira -aminopentanoat). Ovaj enzim katalizuje sledeću hemijsku reakciju
()-karboksietil]amino}pentanoat + NAD+ +2O {\displaystyle \rightleftharpoons } L-2-aminopentanoinska kiselina + piruvat + NADH + H+
Enzim iz Arthrobacter sp. takođe deluje na sekundarni amin dikarboksilata kao što su N-(1-karboksietil)metionin i N-(1-karboksietil)fenilalanin.

## Literatura
- Nicholas C. Price; Lewis Stevens (1999). Fundamentals of Enzymology: The Cell and Molecular Biology of Catalytic Proteins (Third изд.). USA: Oxford University Press. ISBN 019850229X.
- Eric J. Toone (2006). Advances in Enzymology and Related Areas of Molecular Biology, Protein Evolution (Volume 75 изд.). Wiley-Interscience. ISBN 0471205036.
- Branden C; Tooze J. Introduction to Protein Structure. New York, NY: Garland Publishing. ISBN 0-8153-2305-0.
- Irwin H. Segel. Enzyme Kinetics: Behavior and Analysis of Rapid Equilibrium and Steady-State Enzyme Systems (Book 44 изд.). Wiley Classics Library. ISBN 0471303097.

## Spoljašnje veze
- Opine+dehydrogenase на 